# Impatiens rhombifolia
Impatiens rhombifolia är en balsaminväxtart som beskrevs av Y.Q. Lu och Y.L. Chen. Impatiens rhombifolia ingår i släktet balsaminer, och familjen balsaminväxter. Inga underarter finns listade i Catalogue of Life.